# Tyrotama soutpansbergensis
Espèce
Tyrotama soutpansbergensis est une espèce d'araignées aranéomorphes de la famille des Hersiliidae.

## Distribution
Cette espèce est endémique du Limpopo en Afrique du Sud.

## Description
Le mâle mesure 5,1 mm.

## Étymologie
Son nom d'espèce, composé de soutpansberg et du suffixe latin -ensis, « qui vit dans, qui habite », lui a été donné en référence au lieu de sa découverte, les monts Soutpansberg.

## Publication originale
- Foord & Dippenaar-Schoeman, 2005 : A revision of the Afrotropical species of Hersiliola Thorell and Tama Simon with the description of a new genus Tyrotama (Araneae: Hersiliidae). African Entomology, vol. 13, p. 255-279.